# Li'l Darlin' (musikalbum)
Li’l Darlin är ett musikalbum från 2010 av jazzsångaren Monica Borrfors.

## Låtlista
1. Li'l darlin' (Neal Hefti) – 4:39
2. Va' e' de' där? (Bobby Timmons/Beppe Wolgers) – 5:25
3. Regnets sång (Earl Zindars/Olle Adolphson) – 2:52
4. Höst (Hoagy Carmichael/Lars Nordlander) – 4:41
5. I Could Write a Book (Richard Rodgers/Lorenz Hart) – 3:12
6. Var blev ni av ljuva drömmar? (Harry Lloyd/Gloria Sklerow/Hans Alfredson/Tage Danielsson) – 5:06
7. Lill-Klas (George Gershwin/Björn Lindroth) – 3:19
8. Silhouette (Lars Gullin/Johnny Olsson) – 3:42
9. Destination Moon (Marvin Fischer/Lars Nordlander) – 3:18
10. Gröna små äpplen (Bobby Russell/Stikkan Anderson) – 2:33
11. Take Five (i New York) (Paul Desmond/Beppe Wolgers) – 5:04
12. Underbart är kort (Povel Ramel) – 5:03
13. Social Call (Gigi Gryce) – 3:50
14. Mitt skepp (Kurt Weill/Lars Forssell) – 4:53
15. Vers på värmlandsfötter (trad/Stig Claesson) – 4:11

## Medverkande
- Monica Borrfors – sång
- Gösta Nilsson – piano
- Ulf Andersson – tenorsaxofon, flöjt
- Filip Augustson – bas
- Jesper Kviberg – trummor

## Mottagande
Skivan fick ett svalt mottagande när den kom ut med ett snitt på 2,5/5 baserat på fyra recensioner.